# 劉喜奎
劉喜奎（1894年—1964年）本名劉志浩，祖籍河北南皮，生於天津，是一名中國戲曲女演員。
劉喜奎的爺爺是工部左侍郎劉有銘。父親是北洋水師致遠艦大副劉義文。劉喜奎幼時喪父，8歲時投身梆子，先後拜師耿大力、五月鮮、毛毛旦、小金鐘、七盞燈（毛韻珂）。最初扮演老生一角，藝名取名為連奎，後改為扮演花旦，藝名改為喜奎。1910年後改為花衫。1913年和男旦楊韻譜合作演出《蝴蝶杯》。此次演出後，劉喜奎逐漸出名，並前往全國各地演出。1925年，劉喜奎與崔姓陸軍部職員結婚，並退出戲曲演藝事業。
1950年3月8日，中華人民共和國中央人民政府政務院在北京飯店舉辦慶祝三八婦女節的招待會。劉喜奎出席。周恩來在會上表揚劉喜奎與北洋軍閥作鬥爭。此後她在中國戲曲學校任教。1952年6月至10月，時值朝鮮戰爭期間，劉喜奎參與演出聲援中國人民志願軍的劇目《法門寺》。後又當選全國婦聯委員。
1964年，劉喜奎在北京去世。